# (34578) 2000 SL338
2000 SL338 (asteroide 34578) é um asteroide da cintura principal. Possui uma excentricidade de 0.04422490 e uma inclinação de 17.24669º.
Este asteroide foi descoberto no dia 25 de setembro de 2000 por NEAT em Haleakala.